# Хикс, Томас (художник)
Томас Хикс (англ. Thomas Hicks; 1823—1890) — американский художник.

## Биография

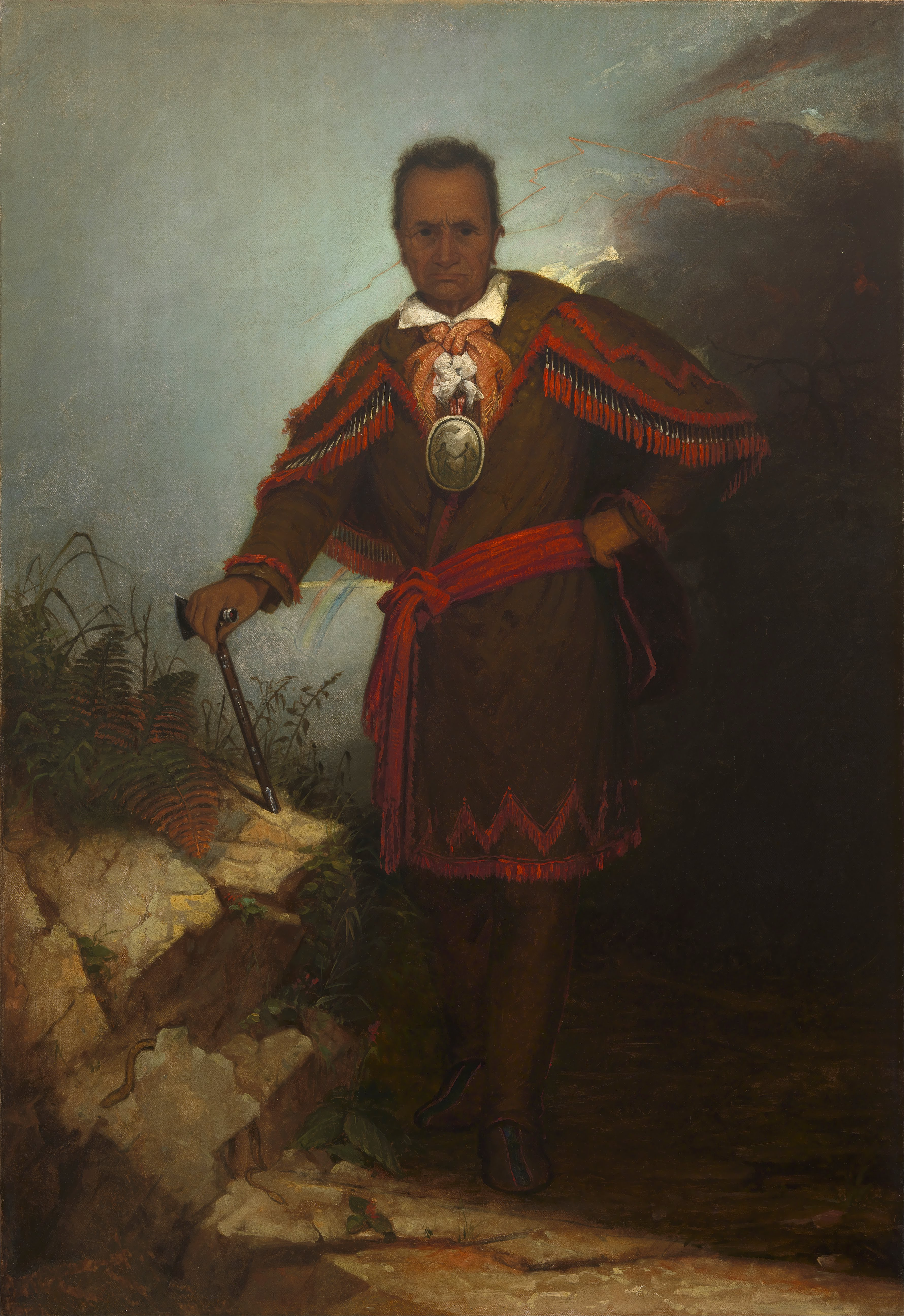
Картина Red Jacket (Sagoyewatha)

Родился в 1823 году в городе Newtown, штат Пенсильвания.
При поддержке отца, Хикс учился короткое время в Пенсильванской академии изобразительных искусств, затем переехал в Нью-Йорк, где в 1838 году поступил в античный класс Национальной академии дизайна. Также обучался живописи в Европе, куда поехал в 1845 году. Посетил Лондон, Париж, Флоренцию и Рим. 
В 1849 году Хикс вернулся в США и осел в Нью-Йорке, где стал успешным художником и имел собственную студию. В 1851 году он был избран действительным членом Национальной академии дизайна.
Томас Хикс был портретным художником, но также известен своими жанровыми сценами. В числе его работ — портрет Авраама Линкольна, который был выполнен в 1860 году по гравюре Leopold Grozelier. Также он написал портрет своего двоюродного брата — художника Эдварда Хикса.
У Томаса Хикса некоторое время обучался американский художник Джордж Юэлл.
Умер в 1890 году в местечке Trenton Falls, штат Нью-Йорк.